# 9,3 × 64 mm

Abmessungen der 9,3 × 64 mm

9,3 × 64 mm, auch bekannt als 9,3 × 64 mm Brenneke ist eine randlose Gewehrpatrone. Bei einem Geschossdurchmesser von 9,3 mm hat sie eine Hülsenlänge von 64 mm. Die Abmessungen der Patrone wurden so gewählt, dass sie in ein Standard-Repetierbüchsensystem Mauser 98 passt.
Die 9,3 × 64 mm wurde von dem bekannten Waffen- und Munitionshersteller Wilhelm Brenneke als Jagdpatrone komplett neu entwickelt und basiert daher nicht auf einer älteren Patrone oder Patronenhülse. 1927 wurde sie erstmals vorgestellt. Die ballistische Leistung der Patrone erreicht fast die der .375 Holland & Holland Magnum, obwohl sie kleiner ist und weniger Pulver benötigt.

Im Jahre 2009 entwickelte das russische Militär ein Hartkerngeschoss im Kaliber 9,3 mm. Das 16,5 g schwere Projektil soll in der Lage sein, Körperpanzerung auf Distanzen bis zu 600 m zu durchdringen. Die Kombination aus diesem Geschoss mit der Brennekehülse erhielt die GRAU-Index-Bezeichnung 7N33. Für diese Patrone wurde eine Variante des Dragunow-Scharfschützengewehres, das SWD-K, entwickelt. Verschossen aus dieser Waffe, erzielt das Geschoss eine Mündungsgeschwindigkeit von 770 m/s.

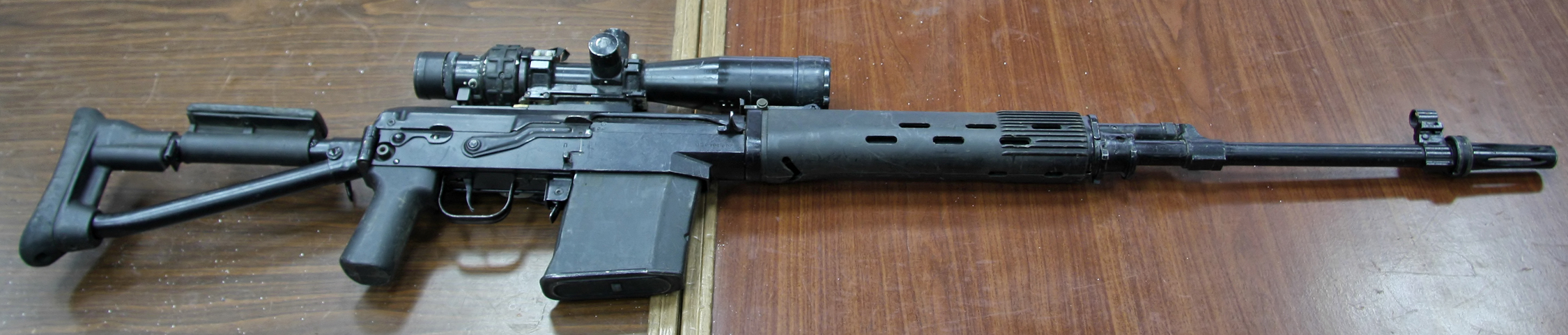
SWD-K